# Харальд V
Ха́ральд V (норв. Harald V; род. 21 февраля 1937[…], Скаугум, Акерсхус, Норвегия) — король Норвегии с 17 января 1991 года. Вступил на престол после кончины отца, Улафа V. Первый король Норвегии с именем «Харальд» с начала XII века, со времён Харальда IV.

## Биография

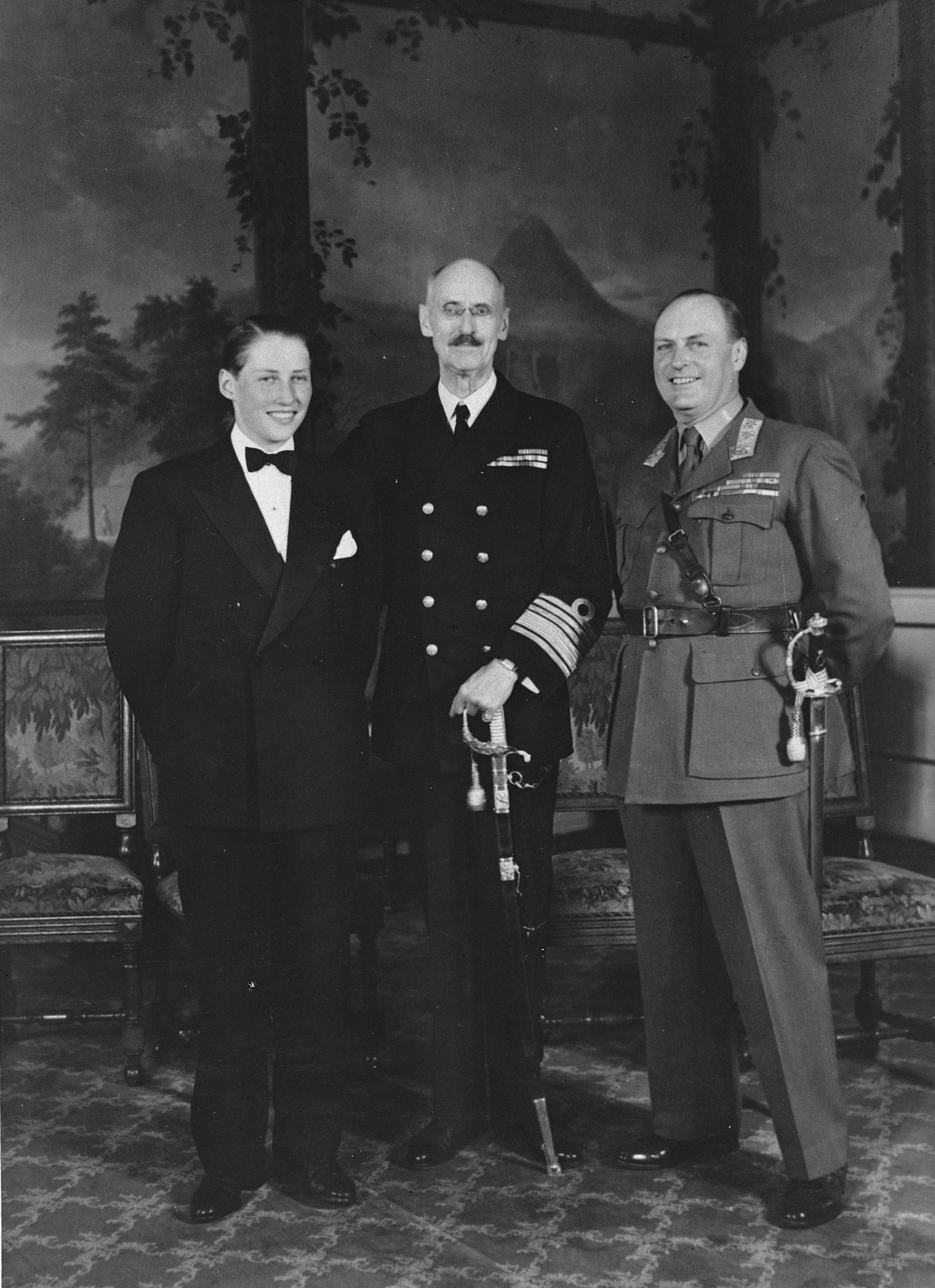
Харальд с отцом кронпринцем Улафом и дедом королём Хоконом VII, 1954

Принц Харальд родился в резиденции Скаугум в Аскере 21 февраля 1937 года в семье кронпринца Улафа (впоследствии короля Улафа V) и кронпринцессы Марты Шведской, став первым принцем, родившимся в Норвегии, с 1370 года. Он третий ребёнок в семье (старшие сёстры — принцессы Рагнхильда и Астрид). Является троюродным братом Елизаветы ІІ, королевы Великобритании.
В 1940 году королевская семья покинула Норвегию после вторжения немцев и жила в Вашингтоне (дед Харальда, Хокон VII, и отец, кронпринц Улаф, провели войну в Лондоне, возглавляя правительство в изгнании).
В 1945 году принц вернулся в Норвегию и стал учиться в университете Осло (с 1955 года) и в военной академии. С 1960 года учился в Оксфорде.
В 1968 году женился на недворянке Соне Харальдсен, имеет от неё двух детей: принцессу Марту Луизу и кронпринца Хокона, наследника престола.
Увлекается парусным спортом и неоднократно участвовал (как и его отец) в чемпионатах мира (золотая медаль в составе команды — 1987), Европы и Олимпийских играх (1964, 1968 и 1972). В 1964 году нёс норвежский флаг на Олимпийских играх в Токио. В отличие от своего отца Улафа V, который в 1928 году в Амстердаме стал олимпийским чемпионом, Харальд не поднимался на Олимпийских играх выше 8-го места, зато добился успеха на чемпионатах мира и Европы. В 2005 году, уже будучи королём (через два месяца после операции на сердце), победил со своей командой на европейских соревнованиях в Швеции в возрасте 68 лет.

## Правление
После смерти отца 17 января 1991 года Харальд автоматически вступил на норвежский престол. Он стал первым норвежским монархом, который родился на территории этой страны с тех пор, как Магнус VII отрёкся от престола в 1343 году. Харальд — шестой король Норвегии, носящий это имя, после Харальда Прекрасноволосого, Харальда Серая Шкура, Харальда Синезубого, Харальда Сурового и Харальда Гилле, однако в норвежской традиции в нумерации пропускается Харальд Синезубый, а потому в 1991 году король Харальд принял номер V. Король Харальд V принял решение использовать королевский девиз дедов «Всё для Норвегии». Король также решил продолжить традицию королевского благословения, которая была введена его отцом, и был освящён вместе с королевой Соней в соборе Нидароса 23 июня 1991 года.

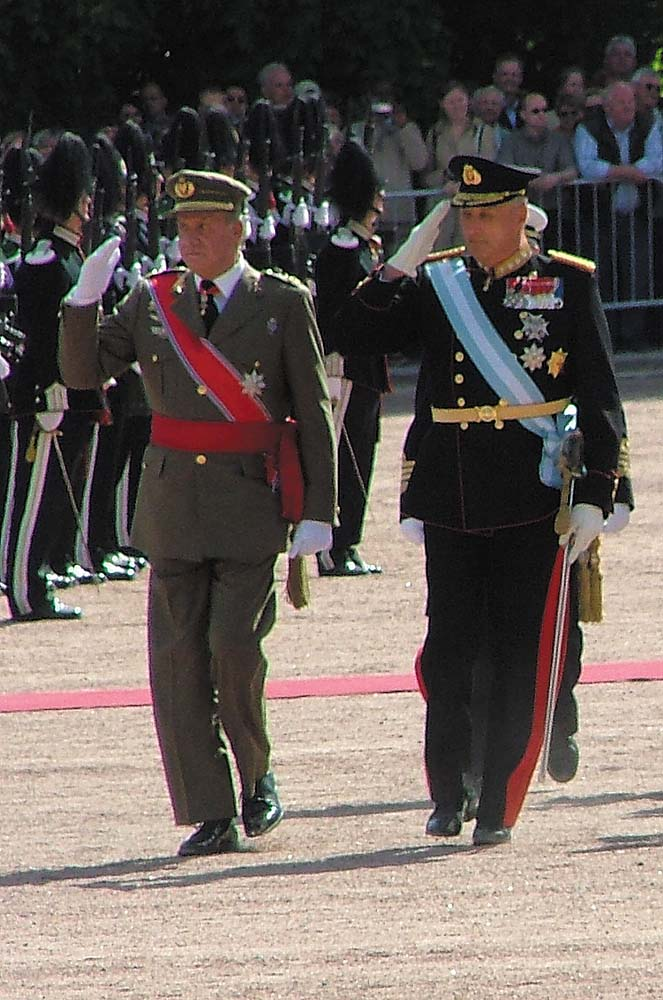
Король Испании Хуан Карлос I во время своего визита в Норвегию (2006 год)

Правление короля Харальда ознаменовалось модернизацией и реформой норвежской королевской семьи. Король тесно сотрудничал с королевой Соней и наследным принцем в обеспечении большей открытости королевской семьи для норвежской общественности и норвежских средств массовой информации. Под руководством короля Харальда и королевы Сони были реализованы проекты реконструкции в Королевском дворце и Оскаршалле, которые были открыты для публики и туристов. Харальд V возглавляет Государственный совет при Королевском дворце, который собирается на заседания каждую пятницу. Он также проводит еженедельные встречи с премьер-министром и министром иностранных дел, принимает иностранных посланников и открывает парламент каждый октябрь. Согласно Конституции Норвегии, король назначает правительство. С 1884 года в Норвегии действует парламент, что означает, что правительство должно пользоваться поддержкой парламента. Король назначает лидера победившего парламентского блока на пост премьер-министра. Когда ситуация в парламенте неясна, король полагается на советы председателя парламента и действующего премьер-министра. Как глава норвежского государства, король формально открывает парламентскую сессию каждую осень, выступая с тронной речью во время каждого открытия. Он много путешествует по Норвегии и совершает официальные государственные визиты в другие страны, а также принимает гостей.
В 1994 году король Харальд и наследный принц Хокон сыграли роль на церемонии открытия Олимпийских игр в Лиллехаммере. Король открыл игры, в то время как наследный принц зажёг огонь, отдавая дань как отцу, так и своему деду как олимпийцам. Король также представлял Норвегию на церемониях открытия Олимпийских игр, которые проходили в Турине и Пекине. Однако он не присутствовал в Ванкувере, где вместо него присутствовал наследный принц.
Со своей парусной командой Харальд завоевал бронзовую, серебряную и золотую медали чемпионата мира в 1988, 1982 и 1987 годах соответственно. В июле 2005 года король и его экипаж на королевском паруснике «Фрам XV» завоевали золотую медаль на чемпионате Европы в Швеции. На чемпионате мира 2007 года король занял шестое место.

До 2012 года король Норвегии был, согласно Конституции, официальным главой Церкви Норвегии. Конституционная поправка от 21 мая 2012 года сделала короля уже неформальным главой, но он по-прежнему является частью Евангелической лютеранской религии.

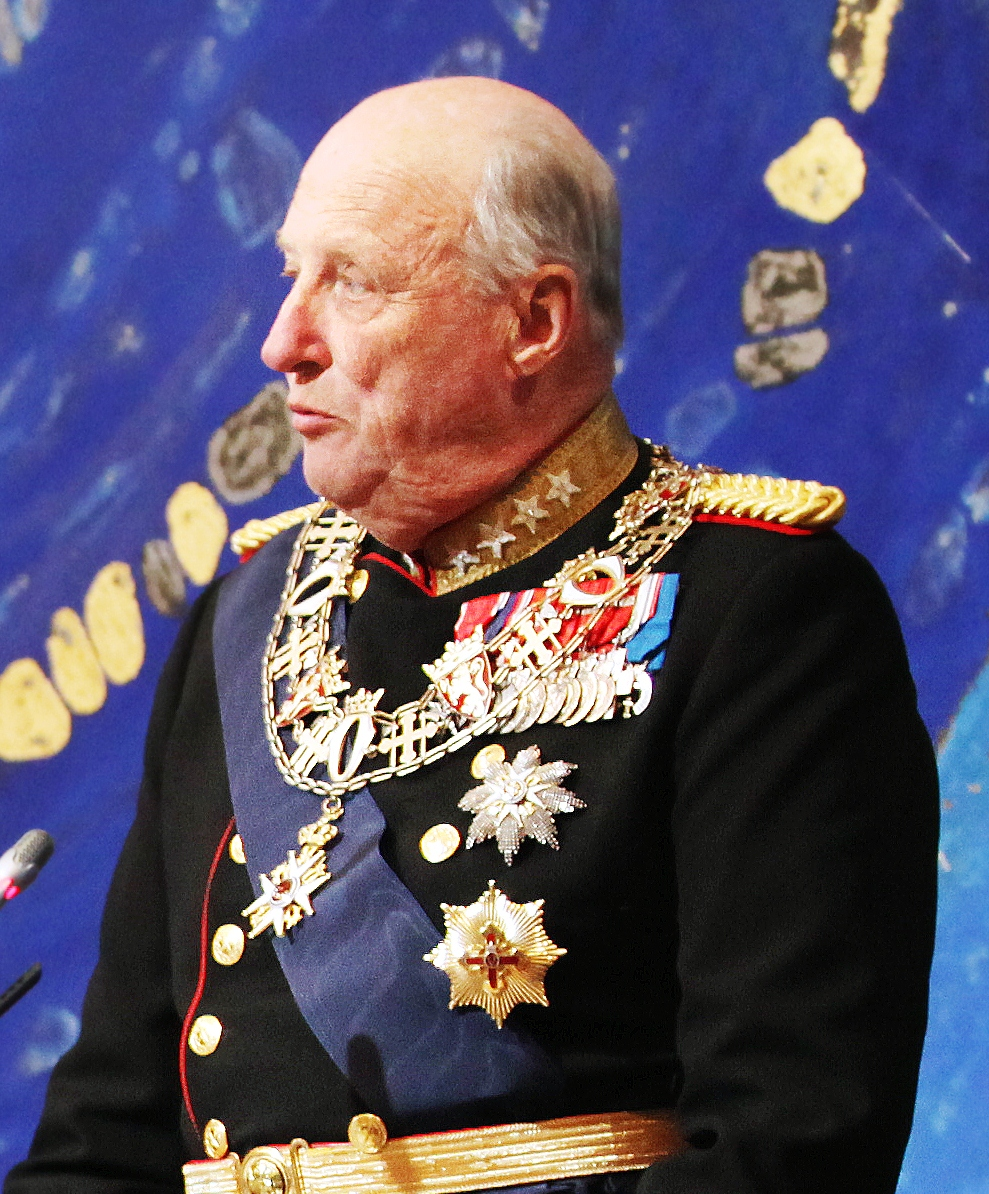
Харальд V в 2013 г.

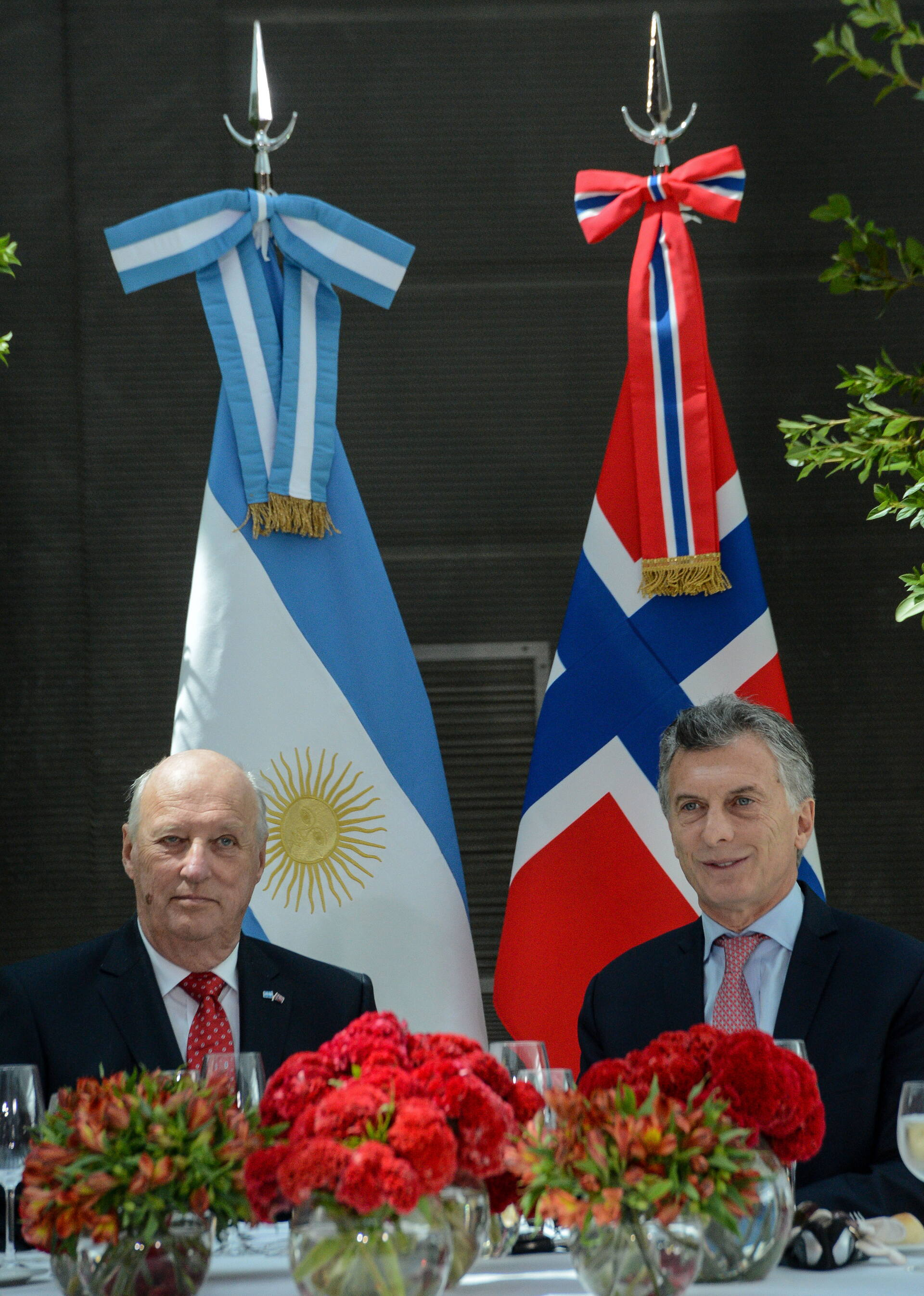
Король Харальд V и Маурисио Макри, президент Аргентины. в Буэнос-Айресе

В 2015 году стал первым царствующим монархом в мире, посетившим Антарктиду, в том числе Землю королевы Мод.
В 2016 году король Харальд V соревновался с командой на чемпионате мира по парусному спорту на озере Онтарио, Торонто. Его экипаж занял второе место в категории классического флота. Он получил прозвище «матрос-король» после того, как он спал на борту своей яхты «Сира».
Когда королю и королеве исполнилось 80 лет в 2017 году, Харальд решил открыть бывшую королевскую конюшню для публики в качестве подарка своей жене. Новая площадка была названа Галерея в конюшне королевы Сони и является первым принадлежащим королевской семье заведением, постоянно открытым для публики.
Король Харальд является главнокомандующим Вооружёнными силами Норвегии, имеет звания полного генерала и адмирала.
17 января 2021 года король Харальд отпраздновал 30-летие пребывания на троне Норвегии.
11 сентября 2022 года король Харальд посетил Данию, чтобы отпраздновать Золотой юбилей королевы Дании Маргрете II. 15 сентября 2023 года также присутствовал на праздновании Золотого юбилея Карла XVI Густава в Стокгольме, Швеция.

### Здоровье
В 2003—2004 и 2005 годах король тяжело болел, переносил операции по излечению рака и сердечно-сосудистых заболеваний (ему было сделано аортокоронарное шунтирование), 9 января 2020 года он был госпитализирован и на некоторое время освобождён по состоянию здоровья от королевских обязанностей; все три раза кронпринц Хокон исполнял обязанности регента.
Харальд был госпитализирован в августе 2022 года с лихорадкой, в декабре того же года его снова госпитализировали из-за инфекции. Он также был госпитализирован в мае 2023 года, незадолго до Дня Конституции.
В октябре 2023 года у Харальда был положительный результат теста на коронавирус, ранее положительный результат теста на это заболевание был в марте 2022 года.
31 января 2024 года королевский дворец объявил, что король Харальд находится в «больничном отпуске» до 2 февраля из-за респираторной инфекции. 27 февраля снова был госпитализирован в Лангкави, Кедах, с инфекцией в Малайзии во время отпуска.
В 2024 году королю был установлен кардиостимулятор.

## Титулы и обращения
- 21 февраля 1937 — 21 сентября 1957: Его Королевское Высочество принц Харальд Норвежский
- 21 сентября 1957 — 17 января 1991: Его Королевское Высочество кронпринц Норвегии
- с 17 января 1991: Его Величество король Норвегии

## Дети и их браки
| Имя                   | Рождение         | Брак            | Брак                                          | Брак |
| Имя                   | Рождение         | Дата            | Супруг(а)                                     | Дети |
| --------------------- | ---------------- | --------------- | --------------------------------------------- | --- |
| Принцесса Марта Луиза | 22 сентября 1971 | 24 мая 2002     | Ари Бен (30 сентября 1972 — 25 декабря 2019)  | - - Мод Ангелика Бен, род. 29 апреля 2003 - Леа Айседора Бен, род. 8 апреля 2005 - Эмма Таллула Бен, род. 29 сентября 2008 |
| Кронпринц Хокон       | 20 июля 1973     | 25 августа 2001 | Метте-Марит Тьессем Хёйби, р. 19 августа 1973 | - - Принцесса Ингрид Александра, р. 21 января 2004 - Принц Сверре Магнус, р. 3 декабря 2005                                |

## Награды
Награды Норвегии
| Страна   | Дата вручения    | Награда                                                    | Награда                                                    | Литеры |
| -------- | ---------------- | ---------------------------------------------------------- | ---------------------------------------------------------- | ------ |
| Норвегия | 17 января 1991—  | Суверен                                                    | Королевского Норвежского ордена Святого Олафа              |        |
| Норвегия | 1955—1991        | Кавалер Большого креста                                    | Королевского Норвежского ордена Святого Олафа              |        |
| Норвегия | 17 января 1991   | Суверен Королевского Норвежского ордена Заслуг             | Суверен Королевского Норвежского ордена Заслуг             |        |
| Норвегия | '                | Медаль Святого Олафа                                       | Медаль Святого Олафа                                       |        |
| Норвегия | '                | Медаль «За службу в Вооружённых силах» с лавровой ветвью   | Медаль «За службу в Вооружённых силах» с лавровой ветвью   |        |
| Норвегия | '                | Медаль «За службу в Вооружённых силах» с тремя звёздами    | Медаль «За службу в Вооружённых силах» с тремя звёздами    |        |
| Норвегия | '                | Медаль Вооружённых сил «За верную службу» с тремя звёздами | Медаль Вооружённых сил «За верную службу» с тремя звёздами |        |
| Норвегия | 18 ноября 1955   | Памятная медаль Золотого юбилея короля Хокона VII          | Памятная медаль Золотого юбилея короля Хокона VII          |        |
| Норвегия | 1 октября 1957   | Медаль «В память короля Хокона VII»                        | Медаль «В память короля Хокона VII»                        |        |
| Норвегия | 3 августа 1972   | Медаль 100-летия короля Хокона VII                         | Медаль 100-летия короля Хокона VII                         |        |
| Норвегия | 21 сентября 1982 | Памятная медаль Серебряного юбилея короля Олафа V          | Памятная медаль Серебряного юбилея короля Олафа V          |        |
| Норвегия | 30 января 1991   | Медаль «В память короля Олафа V»                           | Медаль «В память короля Олафа V»                           |        |
| Норвегия | 2 июля 2003      | Медаль 100-летия короля Олафа V                            | Медаль 100-летия короля Олафа V                            |        |
| Норвегия | 18 ноября 2005   | Медаль Столетия Королевского Дома                          | Медаль Столетия Королевского Дома                          |        |
| Норвегия | '                | Почётный знак Норвежского Красного Креста                  | Почётный знак Норвежского Красного Креста                  |        |
| Норвегия | '                | Медаль офицеров запаса                                     | Медаль офицеров запаса                                     |        |

Награды иностранных государств
| Страна           | Дата вручения                | Награда                                                                              | Награда                                                                              | Литеры          |
| ---------------- | ---------------------------- | ------------------------------------------------------------------------------------ | ------------------------------------------------------------------------------------ | --------------- |
| Бельгия          | '                            | Кавалер Большого креста ордена Леопольда I                                           | Кавалер Большого креста ордена Леопольда I                                           |                 |
| Болгария         | '                            | Кавалер ордена «Стара Планина» с лентой                                              | Кавалер ордена «Стара Планина» с лентой                                              |                 |
| Бразилия         | '                            | Кавалер Большого креста на цепи ордена Южного Креста                                 | Кавалер Большого креста на цепи ордена Южного Креста                                 |                 |
| Иордания         | '                            | Кавалер цепи ордена Хусейна ибн Али                                                  | Кавалер цепи ордена Хусейна ибн Али                                                  |                 |
| Люксембург       | '                            | Кавалер ордена Золотого льва Нассау                                                  | Кавалер ордена Золотого льва Нассау                                                  |                 |
| Люксембург       | '                            | Кавалер Большого креста ордена Адольфа Нассау                                        | Кавалер Большого креста ордена Адольфа Нассау                                        |                 |
| Нидерланды       | '                            | Кавалер Большого креста ордена Нидерландского льва                                   | Кавалер Большого креста ордена Нидерландского льва                                   |                 |
| Нидерланды       | '                            | Кавалер Большого креста ордена Короны                                                | Кавалер Большого креста ордена Короны                                                |                 |
| Нидерланды       | '                            | Офицер ордена Золотого Ковчега                                                       | Офицер ордена Золотого Ковчега                                                       |                 |
| Таиланд          | '                            | Кавалер Большой ленты ордена Чула Чом Клао                                           | Кавалер Большой ленты ордена Чула Чом Клао                                           | PChW            |
| Франция          | '                            | Кавалер Большого креста ордена Почётного легиона                                     | Кавалер Большого креста ордена Почётного легиона                                     |                 |
| Югославия        | '                            | Кавалер Большой Югославской звезды                                                   | Кавалер Большой Югославской звезды                                                   |                 |
| Япония           | '                            | Кавалер цепи ордена Хризантемы                                                       | Кавалер цепи ордена Хризантемы                                                       |                 |
| Швеция           | 21 мая 1948                  | Юбилейная медаль 90-летия короля Густава V                                           | Юбилейная медаль 90-летия короля Густава V                                           |                 |
| Люксембург       | 9 апреля 1953                | Памятная медаль в честь свадьбы Жана Люксембургского и Жозефины Шарлотты Бельгийской | Памятная медаль в честь свадьбы Жана Люксембургского и Жозефины Шарлотты Бельгийской |                 |
| Великобритания   | 1955                         | Кавалер Большого креста Королевского Викторианского ордена                           | Кавалер Большого креста Королевского Викторианского ордена                           | GCVO            |
| Исландия         | 25 мая 1955                  | кавалер Большого креста на цепи ордена Сокола                                        | кавалер Большого креста на цепи ордена Сокола                                        |                 |
| Дания            | 21 февраля 1958              | Рыцарь ордена Слона                                                                  | Рыцарь ордена Слона                                                                  | RE              |
| Швеция           | 10 апреля 1958               | Рыцарь ордена Серафимов                                                              | Рыцарь ордена Серафимов                                                              | KSerafO m kedja |
| Таиланд          | 1960                         | Кавалер ордена Королевского дома Чакри                                               | Кавалер ордена Королевского дома Чакри                                               |                 |
| Финляндия        | 1961                         | Кавалер Большого креста на цепи ордена Белой розы                                    | Кавалер Большого креста на цепи ордена Белой розы                                    |                 |
| Греция           | 1963                         | Знак Столетия Королевского Дома                                                      | Знак Столетия Королевского Дома                                                      |                 |
| Австрия          | 1964                         | Большая звезда Почёта за Заслуги перед Австрийской Республикой                       | Большая звезда Почёта за Заслуги перед Австрийской Республикой                       |                 |
| Греция           | 1964                         | Кавалер Большого креста ордена Спасителя                                             | Кавалер Большого креста ордена Спасителя                                             |                 |
| Греция           | 1964                         | Кавалер Большого креста ордена Феникса                                               | Кавалер Большого креста ордена Феникса                                               |                 |
| Нидерланды       | 30 апреля 1980               | Коронационная медаль королевы Беатрикс                                               | Коронационная медаль королевы Беатрикс                                               |                 |
| Португалия       | 5 ноября 1980                | Кавалер Большого креста ордена святого Бенедикта Ависского                           | Кавалер Большого креста ордена святого Бенедикта Ависского                           | GCCA            |
| Дания            | 28 октября 1991              | Великий Командор ордена Даннеброг                                                    | Великий Командор ордена Даннеброг                                                    | S.Kmd           |
| Великобритания   | 1994                         | Рыцарь Королевской Викторианской цепи                                                | Рыцарь Королевской Викторианской цепи                                                |                 |
| МОК              | 1994                         | Кавалер Золотого Олимпийского ордена                                                 | Кавалер Золотого Олимпийского ордена                                                 |                 |
| Германия         | 18 апреля 1994               | Кавалер Большого креста специального класса ордена «За заслуги перед ФРГ»            | Кавалер Большого креста специального класса ордена «За заслуги перед ФРГ»            |                 |
| Польша           | 9 марта 1995                 | Кавалер ордена Белого орла                                                           | Кавалер ордена Белого орла                                                           |                 |
| Испания          | 21 апреля 1995               | Рыцарь ордена Золотого руна                                                          | Рыцарь ордена Золотого руна                                                          |                 |
| Швеция           | 30 апреля 1996               | Юбилейная медаль 50-летия короля Карла XVI Густава                                   | Юбилейная медаль 50-летия короля Карла XVI Густава                                   |                 |
| Эстония          | 1998                         | Кавалер ордена Креста земли Марии с цепью                                            | Кавалер ордена Креста земли Марии с цепью                                            |                 |
| ЮАР              | 1998                         | Кавалер Большого креста на цепи ордена Доброй Надежды                                | Кавалер Большого креста на цепи ордена Доброй Надежды                                |                 |
| Латвия           | 1 сентября 1998              | Кавалер Большого креста на цепи ордена Трёх Звёзд                                    | Кавалер Большого креста на цепи ордена Трёх Звёзд                                    |                 |
| Румыния          | 1999                         | Кавалер цепи ордена Звезды Румынии                                                   | Кавалер цепи ордена Звезды Румынии                                                   |                 |
| Великобритания   | 2001                         | Рыцарь ордена Подвязки                                                               | Рыцарь ордена Подвязки                                                               | KG              |
| Италия           | 19 октября 2001—             | Кавалер Большого креста, декорированного лентой                                      | ордена «За заслуги перед Итальянской Республикой»                                    |                 |
| Италия           | 21 июня 1965—19 октября 2001 | Кавалер Большого креста                                                              | ордена «За заслуги перед Итальянской Республикой»                                    |                 |
| Венгрия          | 2002                         | Кавалер цепи                                                                         | ордена Заслуг                                                                        |                 |
| Венгрия          | 1999—2002                    | Кавалер Большого креста                                                              | ордена Заслуг                                                                        |                 |
| Португалия       | 13 февраля 2004              | Кавалер Большой цепи ордена Инфанта дона Энрике                                      | Кавалер Большой цепи ордена Инфанта дона Энрике                                      | GColIH          |
| Испания          | 30 июня 2006—                | Кавалер цепи                                                                         | ордена Карлоса III                                                                   |                 |
| Испания          | 12 апреля 1982—30 июня 2006  | Кавалер Большого креста                                                              | ордена Карлоса III                                                                   |                 |
| Португалия       | 26 мая 2008                  | Кавалер Большой цепи ордена Сантьяго                                                 | Кавалер Большой цепи ордена Сантьяго                                                 | GCSE            |
| Словакия         | 26 октября 2010              | Кавалер Двойного белого креста 1 класса                                              | Кавалер Двойного белого креста 1 класса                                              |                 |
| Литва            | 2011—                        | Кавалер цепи                                                                         | ордена Витаутаса Великого                                                            |                 |
| Литва            | 1998—                        | Кавалер Большого креста                                                              | ордена Витаутаса Великого                                                            |                 |
| Хорватия         | 2011                         | Кавалер ордена Короля Томислава с Большой Звездой                                    | Кавалер ордена Короля Томислава с Большой Звездой                                    |                 |
| Турция           | 2013                         | Кавалер ордена Турецкой Республики                                                   | Кавалер ордена Турецкой Республики                                                   |                 |
| Эстония          | 2 сентября 2014              | Кавалер ордена Белой звезды с цепью                                                  | Кавалер ордена Белой звезды с цепью                                                  |                 |
| Латвия           | 12 марта 2015                | Кавалер ордена Виестура 1 степени                                                    | Кавалер ордена Виестура 1 степени                                                    |                 |
| Аргентина        | 6 марта 2018                 | Кавалер цепи ордена Освободителя Сан-Мартина                                         | Кавалер цепи ордена Освободителя Сан-Мартина                                         |                 |
| Чили             | 27 марта 2019                | Кавалер цепи ордена Заслуг                                                           | Кавалер цепи ордена Заслуг                                                           |                 |
| Республика Корея | 12 июня 2019                 | Кавалер Большого ордена «Мугунхва»                                                   | Кавалер Большого ордена «Мугунхва»                                                   |                 |

Почётный фелло оксфордского Баллиол-колледжа.